# Etapa de São Paulo da Stock Car Brasil de 2011
A Etapa de São Paulo será a segunda corrida da temporada 2011 da Stock Car Brasil, prevista para ocorrer no dia 3 de março de 2011.